# Остфонна
Восточное ледяное поле (норв. Austfonna) — ледяная шапка на острове Северо-Восточная Земля (архипелаг Шпицберген, Норвегия). Второй по величине ледник в Европе (после ледяной шапки Северного острова) и седьмой в мире.
Ледник расположен в восточной части острова и покрывает площадь около 8492 км². На юге сливается с Сёрфонной, на севере и востоке спускается в море, образуя айсберги. Центральная часть достигает высоты 600—720 м над уровнем моря, толщина льда составляет около 560 м. Граница питания ледника проходит на высоте 300—400 м.